# 德皇威廉大帝号战列舰
德皇威廉大帝号是德意志帝国的一艘德皇腓特烈三世级前无畏战列舰，建于20世纪之交。它是在德意志皇帝威廉二世的海军扩张计划下，由德意志帝国海军订购的首批战列舰之一。该舰于1898年1月开始在基尔的日耳曼尼亚船厂铺设龙骨，1899年6月下水，至1901年5月完工。其主炮为安装在两座双联装炮塔内的四门240毫米40倍径速射炮，最高速度为17.5節（32.4每小時）。
德皇威廉大帝号服役的前七年都在德国主力舰队——练习舰队暨后来的公海舰队，曾数次参加舰队的训练巡航和演习，主要在北海及波罗的海。它在和平年代的役期相对平淡，没有发生任何意外。该舰于1908－1910年间退役接受重大重建，之后连同其四艘姊妹舰被分配至预备役支队，它们當时基本上都已显过时。当第一次世界大战于1914年爆发时，德皇威廉大帝号及其姊妹舰又被重新动员至第五战列分舰队，主要负责北海的海岸防御。它们也曾被短暂部署至波罗的海，但没有参与任何行动。1915年，这些舰只再度退出现役，担任次要职能。其中德皇威廉大帝号在基尔充当供应母舰使用，之后又成为一艘鱼雷靶舰。战争结束后，《凡尔赛条约》大幅缩减了德国海军的规模。该舰遂被售予一家德国拆船商，并于1920年拆解报废。

## 设计

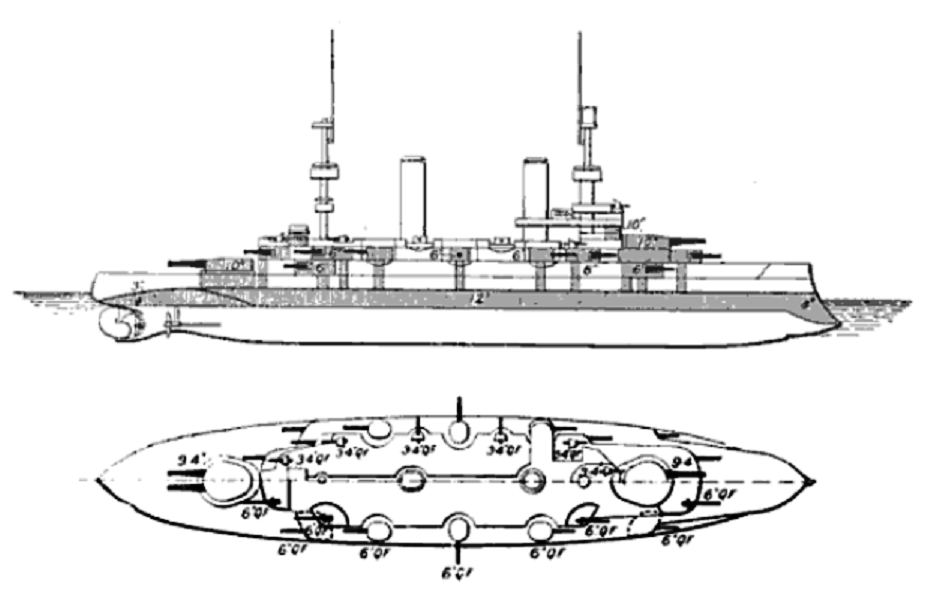
德皇腓特烈三世级线条画

在德意志帝国海军于1889年订购了四艘勃兰登堡级战列舰后，由于受到预算限制、帝国议会反对以及缺乏连贯舰队计划的各種影响，导致海军推迟购买更多战列舰的计划。随着前国家海军办公室国务大臣列奥·冯·卡普里维于1890年就任德国总理，海军中将弗里德里希·冯·霍尔曼成为新任海军国务大臣。霍尔曼于1892年提请订购一艘新的战列舰，以取代建于二十年前的老式铁甲舰普鲁士号，但前一年缔结的法俄同盟却使得政府将注意力集中在扩大陆军的预算上。议会的反对迫使霍尔曼将计划推迟至第二年，当时卡普里维发表了支持该项目的讲话，指出俄国近期的海军扩张威胁到了德国在波罗的海的海岸线。1893年末，霍尔曼呈递了海军1894－1895年度的预算案，再次要求替换普鲁士号，并获得批准；二号舰紧随其后于1896年初获准，而作为德皇腓特烈三世级三号舰的德皇威廉大帝号，则获准使用下一年度（1897年）的预算进行订购。
德皇威廉大帝号的水线长度和全长分别为120.9米和125.3米，舷宽20.4米，前吃水7.89米，后吃水8.25米。舰只所设计的标准排水量为11,097吨，满载排水量则可达11,785吨。其推进是通过三台三缸立式三胀蒸汽机以驱动三副螺旋桨来实现。蒸汽由四台海军式和八台筒形水管式锅炉供应，均为燃煤式，并通过两具高耸的烟囱排放。推进装置的额定功率为9,561千瓦特（12,999匹公制馬力），最高速度达17.5節（32.4每小時）。舰只的标准船员编制为39名军官及612名士兵。
德皇威廉大帝号摒弃了勃兰登堡级的六门主炮布置，改为四门240毫米40倍径速射炮，这是同期其它国家海军的标准配置。
它们安装在分居中央舰艛一前一后的两座双联装炮塔内。副炮则包括十八门塔装或廓装混合布置的150毫米40倍径速射炮。针对鱼雷艇的近距离防御武器由十二门88毫米30倍径速射炮组成，全部安装在炮廓内。舰只亦搭载有十二门37毫米机关炮，以及六具安装在舰体水线上方旋转支架上的450毫米鱼雷发射管。舰只的装甲带最厚处有300毫米，甲板装甲的厚度为65毫米。司令塔和主炮炮塔装有250毫米厚的的装甲板，副炮炮廓则受到150毫米厚的装甲保护。

## 服役历史

### 建造及早期生涯

德皇威廉大帝号的下水仪式

末代德意志皇帝威廉二世认为，要想在欧洲大陆以外扩大影响力，强大的海军是必要的。他在19世纪80年代末发起了一项海军扩张计划；并根据该计划建造了首批四艘勃兰登堡级战列舰。紧随其后的是五艘德皇腓特烈三世级战列舰，其中德皇威廉大帝号为同级的第三艘舰。它是为替换老旧的铁甲巡防舰威廉国王号而以“威廉国王代舰”（Ersatz König Wilhelm）作为合同代号订购。该舰于1898年1月22日在基尔的日耳曼尼亚船厂开始架设龙骨，建造序列为22。它原计划于1899年4月29日下水，但由于船厂的一场大火损坏了滑道，致使下水日期被推迟至6月1日。在下水仪式上，由巴登大公夫人路易丝主持为舰只冠以其父皇威廉大帝之名，身为长孙的威廉二世则发表了纪念演说。舾装工作完成后，船厂试航于1901年2月19日展开，随后是3月18日开始的验收试航。所有工作于5月结束，并于5月5日正式交付使用。同一年，埃里希·雷德尔以值更官身份在本舰服役，他在第二次世界大战期间成为战争海军总司令。
德皇威廉大帝号在1901年入役后，随其姊妹舰加入了练习舰队（Übungsflotte）的第一分舰队。随着姊妹舰德皇腓特烈三世号因搁浅而不得不返厂维修，本舰取代它成为第一分舰队旗舰，由威廉二世皇帝的胞弟、海军中将海因里希亲王指挥。它担任旗舰直至10月24日德皇腓特烈三世号重返现役后止。在此期间，该舰出席了6月的基尔赛船周以及基尔轮机及甲板士官学校的奠基仪式。7月底，德皇威廉大帝号又率领分舰队巡航前往西班牙水域，并停驻在加的斯，与从东亚返航的勃兰登堡级战列舰会合。第一分舰队于8月11日返抵基尔，但勃兰登堡级舰只的晚到使得它们推迟了参加年度秋季舰队演习。演习以在德意志湾的训练作为开端，随后对易北河下游的防御工事实施模拟攻击。在舰队于9月15日驶向但泽湾结束演习之前，还曾在基尔湾进行了炮术操练。12月，本舰及分舰队余部展开了前往挪威的常规冬季训练巡航，当中包括从12月7日至12日在奥斯陆作停留。

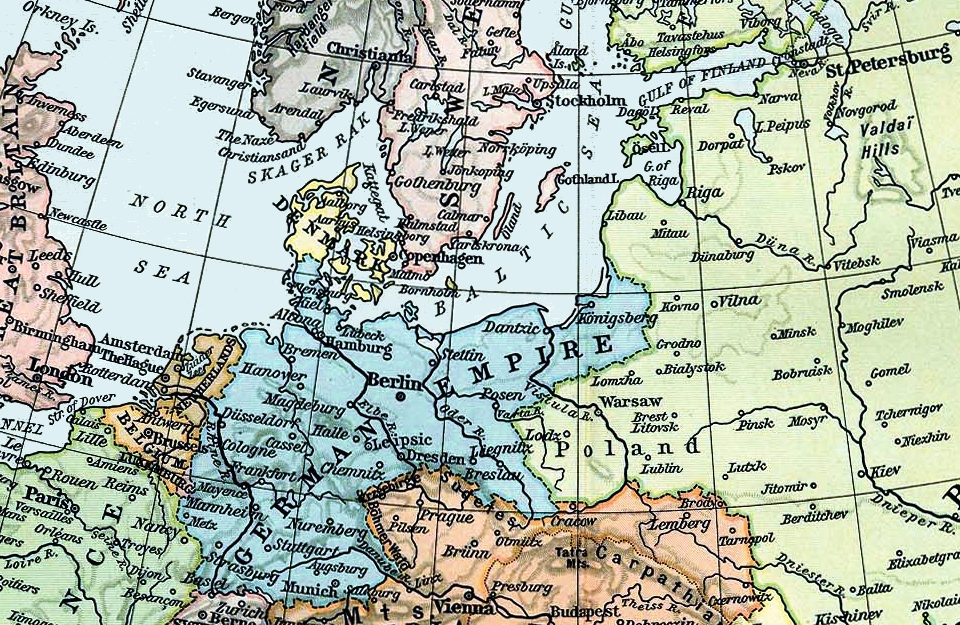
1911年的北海及波罗的海地图

1902年，新入役的前无畏舰维特尔斯巴赫号在科瑟附近搁浅，由德皇威廉大帝号将其拖曳回港。第一分舰队这年先是在波罗的海西部进行了一次短途巡航，然后从4月25日至5月28日展开了环绕不列颠群岛的大规模巡航。单舰和分舰队训练从6月持续至8月进行，期间仅在7月被前往挪威的例行巡航所中断。年度舰队演习于8月在波罗的海启动，至北海的亚德湾以一次海上阅兵而结束。演习期间，德皇威廉大帝号及其姊妹舰被编入“敌对”部队。该部队的首要任务是阻止“德国”分舰队穿过大贝尔特海峡进入波罗的海。德皇威廉大帝号和其他几艘战列舰之后将强行驶入易北河口，以便占领那里的威廉皇帝运河和汉堡。“敌对”阵营在三天内便完成了这些任务。定期的冬季训练巡航随后于12月1－12展开。
1903年，这支仅由一个分舰队组成的练习舰队被重组为“活动战列舰队”（Aktive Schlachtflotte）。德皇威廉大帝号及其姊妹舰连同最新入役的维特尔斯巴赫级战列舰被留在了第一分舰队，而老式的勃兰登堡级舰只则作预备役安置以留待重建。这年的第一季度遵循了惯常的训练模式。分舰队在波罗的海进行了一次训练巡航，随后从5月7日到6月10日展开西班牙之旅。7月，第一分舰队前往挪威进行年度夏季巡航。秋季演习的内容则包括在北海进行封锁演练，整个舰队首先进入挪威水域，然后于9月初前往基尔，最后对基尔实施模拟攻击。演习于9月12日结束。11月23日开始的冬季巡航则是前往波罗的海东部，并于12月1日进一步驶入卡特加特海峡。

### 1904－1914年
1904年1月11日至21日，第一分舰队在斯卡格拉克海峡举行了这年的第一次演练。随后从3月8日至17日展开了进一步的分舰队演练演习。5月，舰队在北海进行了一次大规模的拉练，而第一分舰队和第一侦察集群于7月共同出访英国，其中包括7月10日在普利茅斯停留。德国舰群于7月13日启程前往荷兰；翌日，第一分舰队在弗利辛恩抛锚。荷兰女王威廉明娜于此访问了这些舰只。第一分舰队在弗利辛恩停留直至7月20日，然后与舰队余部共同前往北海北部进行巡航。7月29日，该分舰队系泊在挪威的莫尔德，别的部队则分别去往其它港口。舰队于8月6日重新集结驶回基尔，于8月12日对那里的港口实施模拟攻击。随后，舰队又开始筹备从8月29日起在波罗的海举行的秋季演习。它们于9月3日移师北海参加一项大型的登陆行动；之后这些舰只将参加演习的第九军的地面部队带到阿尔托纳，以接受威廉二世皇帝的检阅。9月6日，这些军舰在黑尔戈兰岛附近为威廉二世皇帝举行了自己的阅舰式。三天后，舰队经由威廉皇帝运河返回波罗的海，在那里与第九军和近卫军共同参加了进一步的联合登陆演习。演习于9月15日结束。从11月22日至12月2月，第一分舰队继续参加冬季训练巡航，这次是前往波罗的海东部。

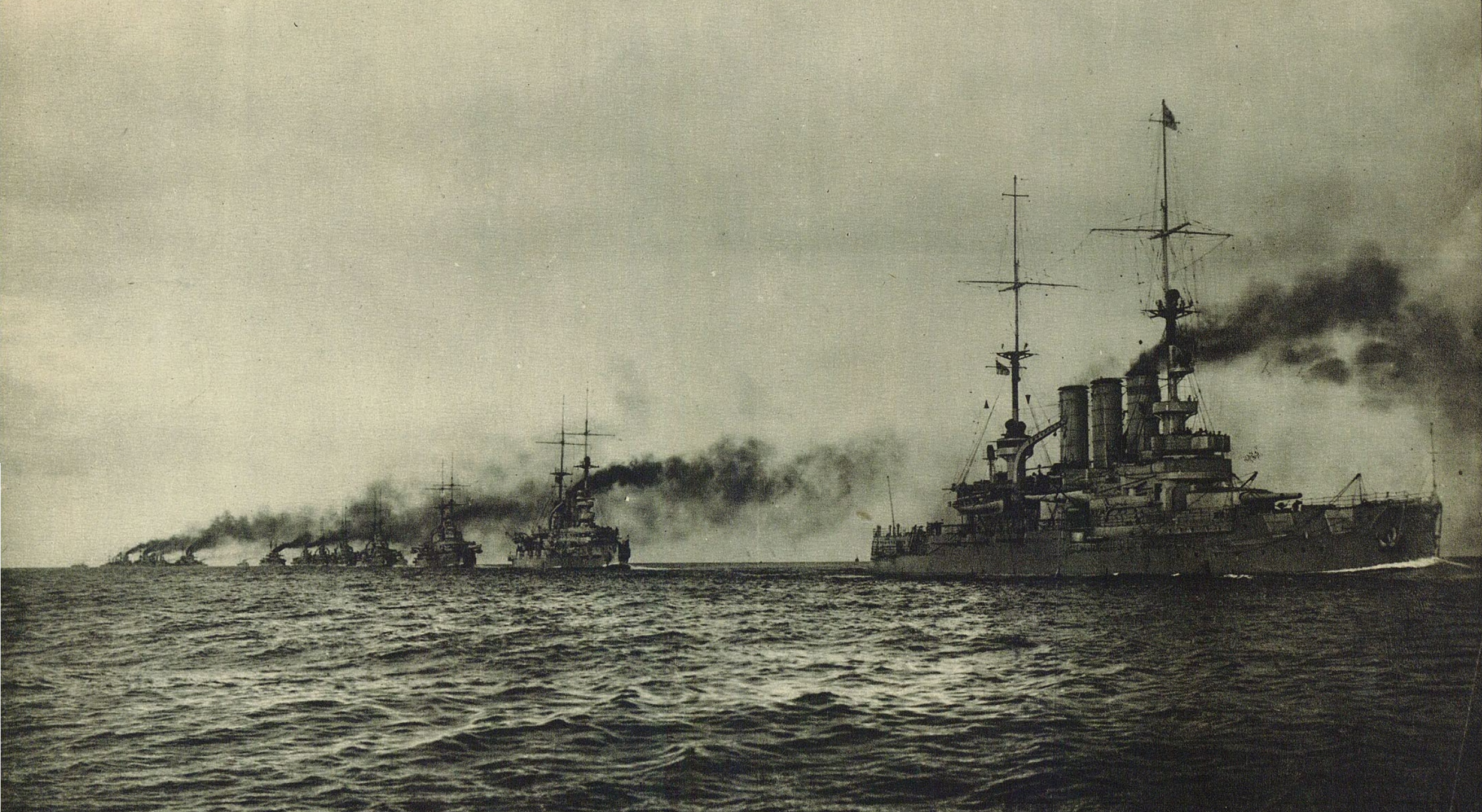
德国战列舰队在海上；由不伦瑞克级舰只领头

第一分舰队的舰只于1905年1月9－19日和2月27日至3月16日进行了两次训练巡航。接着是单舰和分舰队操练，重点是炮术练习。7月12日，舰队开始在北海展开大规模训练演习。随后，舰队巡航穿越卡特加特海峡，并在哥本哈根和斯德哥尔摩作停留。夏季巡航于8月9日结束，然而通常在此后不久开始的秋季演习因当月英国海峡舰队的到访而推迟。英国舰队在但泽、斯维内明德和弗伦斯堡停留，在那里受到德国海军部队的迎接；德皇威廉大帝号及德国舰队的主力为此也驻泊在斯维内明德。这次访问因受到不断升级的英德海军军备竞赛影响而变得紧张。于是，1905年的秋季演习日程被大大缩短——从9月6日至13日止，并仅局限于北海海域。演习的第一阶段是假定对德意志湾进行海上封锁，第二阶段则设想敌对舰队试图攻克易北河的防御力量。在演习中，德皇威廉大帝号凭借在第一分舰队内的出色射击成绩而赢得了“凯撒射术奖”（Kaiser's Schießpreis）。该舰于10月被重新分配至第二分舰队的第一支队。12月上旬，第一和第二分舰队展开定期冬季巡航，这次是去往但泽，并于12月12日抵达。在返回基尔的途中，舰队还进行了战术演练。
1906－07年冬季，德皇威廉大帝号在基尔接受了一次大规模检修，于1907年4月下旬完成。与此同时，最新式的德国级战列舰正在逐步投入使用；连同不伦瑞克级舰只一起，它们提供了足够的现代化战列舰来构建两个完整的战列分舰队。因此，活动舰队正式更名为公海舰队。从5月13日开始，大规模的舰队操练在北海举行，并一直持续到6月8日，然后进入波罗的海在斯卡恩周边巡航。7月中旬，舰队又开始了惯常驶往挪威的夏季巡航。它们还于8月3日出席了挪威国王哈康七世的诞辰庆典。翌日，德国军舰出发前往黑尔戈兰岛，参加在那里举行的操练。舰队于8月15日回到基尔，开始为秋季演习做准备。8月22－24日，它们在基尔外围的埃肯弗德湾参加了登陆演习。演习于8月31日至9月3日暂停，当时舰队接待了来自丹麦和瑞典的军舰，然后从9月3日至9日又在基尔接待一支俄国分舰队。演习于9月8日恢复，并持续了多五天。
从12月7日至1908年1月27日，德皇威廉大帝号经历了一次周期较短的返厂检修。它回到舰队参加和平时期常规的例行训练演习，但在秋季演习结束后，德皇威廉大帝号于9月21日在基尔退役。它被送往基尔的帝国船厂进行大规模的现代化改造，并一直持续到1910年。在改装期间，舰上的四门150毫米炮和安装于舰艉的鱼雷发射管被拆除；但增加了两门88毫米炮；并对88毫米炮的布局作出了调整。其舰艛也遭到削减，以减轻舰只横摇过度的倾向，而烟囱则得到了加长。完成重建后，德皇威廉大帝号跟随其姊妹舰被编入波罗的海预备役支队。它于1911年7月31日重新投运，并在年度舰队演习重加入临时组建的第三分舰队，然后于9月15日返回预备役支队。该舰于和平时期余下的生涯中被一直搁置在那里。

### 第一次世界大战
随着第一次世界大战的爆发，德皇威廉大帝号及其姊妹舰于1914年8月5日被抽离出预备役，并动员至第五战列分舰队。这些舰只的备战进度十分缓慢，直到8月底才准备好在北海服役。分舰队最初的任务是海岸防御，但它们实际担当此职仅有很短一段时间。9月中旬，第五分舰队被调往波罗的海，受时任波罗的海武装部队总司令的海因里希亲王指挥。后者原本计划对温道发动大规模的两栖攻击，但运输工具的短缺迫使其改变了计划。作为替代，第五分舰队将被用作搭载登陆部队，但当海因里希亲王收到了英国舰队将于9月25日进入波罗的海的错误情报后，这一任务也被取消了。德皇威廉大帝号及其姊妹舰遂于翌日返回基尔，让登陆部队在那里上岸。这些舰只随后继续推进至北海，恢复它们在当地的警戒职责。年底前，第五分舰队再次被调往波罗的海。
海因里希亲王下令对哥特兰岛发动进攻。1914年12月26日，这些战列舰在波美拉尼亚湾与波罗的海巡洋支舰队会合，然后启程出击。两天后，部队抵达哥特兰岛宣示主权，并于12月30日回到基尔，期间并未发现任何俄国舰船。分舰队只得重回北海执行警戒任务，但不久后便于1915年2月被撤出前线服役。由于公海舰队受训船员的短缺，加上在战争时期运作老旧舰艇的风险，致使德皇威廉大帝号及其姊妹舰不得不停用。该舰先是去往汉堡，在那里，其船员编制于3月5日遭到裁减。4月30日，它又来到基尔，余下的船员也被转移走。德皇威廉大帝号就此解除武装，之后被用作供应母舰。次年，它又转而充当鱼雷靶舰。1918年11月，德国签署《康边停战协定》宣告投降；根据正式结束战争的《凡尔赛条约》第181条，德国仅允许保留六艘“德国或洛林式”战列舰。1919年12月6日，德皇威廉大帝号正式从海军名录中除籍，并被售予一家柏林拆船商。次年，舰只在基尔的北堤拆解报废。